# Dàrdan
|  | Per a altres significats, vegeu «Dardanus». |

Segons la mitologia grega, Dàrdan o Dàrdanos (en grec antic: Δάρδανος, Dàrdanos, llatí: Dardanus) va ser el fundador de la ciutat de Dàrdan, antecessora de la mítica ciutat de Troia.
Dàrdan era un heroi fill del déu Zeus i la nimfa Electra, i era germà de Jasió i Harmonia. Segons Dionís d'Halicarnàs, Dàrdan era originari d'Arcàdia, on regnava conjuntament amb el seu germà Jasió. El poeta romà Virgili explicava uns altres orígens per a Dàrdan: segons ell, la nimfa Electra va unir-se amb Còrit, rei dels tirrens.
Dàrdan es va casar amb Crises, filla de Pal·las i neta de Licàon, primer rei d'Arcàdia. Junts van tenir dos fills: Ideu i Dimant.
Va haver-hi una terrible inundació a Arcàdia i tots els habitants del regne van emigrar, tret d'un grup reduït que va romandre sota el comandament de Dimant. La resta d'arcadis es van instal·lar a les costes de Samotràcia (que denominaren Dardània). Allí, Zeus va fulminar Jasió per haver volgut violat a Demèter, per la qual cosa Dàrdan fou aclamat com a cap únic dels arcadis emigrats. Poc temps després, però, Dàrdan va convèncer a un nombrós grup de marxar d'aquell lloc cercant terres més fèrtils.
Els arcadis guiats per Dàrdan van arribar a les costes de Frígia, on van ser rebuts pel Rei Teucre i els teucres. En senyal de bona voluntat, el monarca frigi va concedir-li un tros de terra al vessant del Mont Ida, on Dàrdan va fundar una nova població: Dàrdan. Al cap de poc, l'aliança entre els teucres i els dàrdans es va segellar amb el matrimoni de Dàrdan amb la filla i hereva de Teucre, Batia. Altres versions afirmaven que Crises, la primera esposa de Dàrdan, havia mort. Després de la mort de Teucre, la parella va ser proclamada reis de Dardània i de tota la regió dels teucres.
Van tenir quatre fills:
- Ilos, l'hereu. Va morir sent un infant. La seva tomba és esmentada a la Ilíada, on es diu que es trobava al bell mig de la regió de la Tròada.
- Erictoni, successor del seu pare com a Rei de Dardània.
- Zacint, colonitzador de l'illa homònima.
- Idea, esposa de Fineu, rei de Tràcia.

Dàrdan va construir la ciutadella de Troia i va regnar sobre la Tròada. Es diu que va iniciar els troians en els misteris dels déus de Samotràcia, els cabirs, i de vegades se'l considera un d'ells. També es creia que havia introduït a Frígia el culte de Cíbele. Una tradició explica que Dàrdan va robar l'estàtua de Pal·las, el Pal·ladi, que es guardava a Arcàdia i el portà cap a Troia.
En una ocasió, el vent Bòreas es transformà en cavall i va muntar les egües de Dàrdan. D'aquesta unió van néixer dotze poltres que, segons la llegenda, podien córrer sobre un camp de blat sense tocar les espigues.
Segons una tradició romana, Dàrdan hauria nascut a la ciutat etrusca de Cortona, a la Itàlia central. Va vèncer els aborígens de la comarca i va construir la ciutat. Després va emigrar cap a Frígia, cosa que va crear forts lligams entre la Tròada i Itàlia. En memòria d'aquests orígens Enees hauria retornat a la península italiana després de la caiguda de Troia.